# Leichtathletik-Europameisterschaften 1986/20 km Gehen der Männer

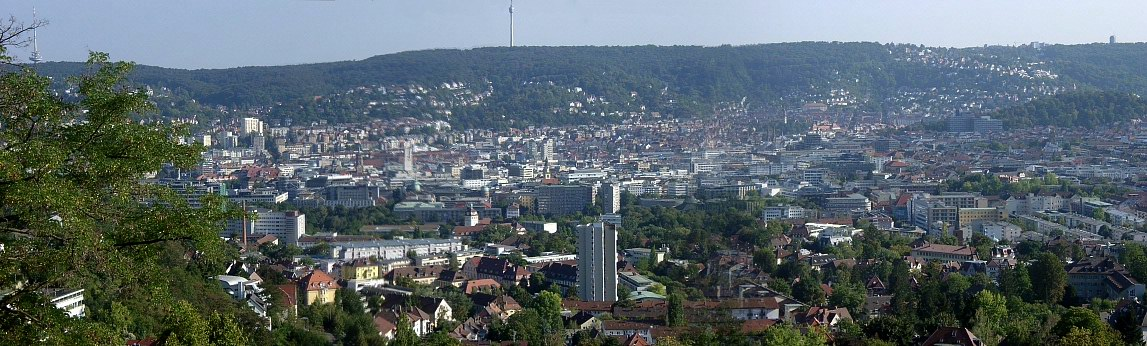
Blick auf Stuttgart vom Bismarckturm im Jahr 2004

Das 20-km-Gehen der Männer bei den Leichtathletik-Europameisterschaften 1986 wurde am 27. August 1986 in den Straßen Stuttgarts ausgetragen.
Europameister wurde der tschechoslowakische EM-Zweite von 1982, WM-Zweite von 1983 und Inhaber der Weltbestzeit Jozef Pribilinec. Er gewann vor dem italienischen Weltmeister von 1983 und Olympiadritten von 1984 Maurizio Damilano. Bronze ging an den Spanier Miguel Prieto.

## Rekorde / Bestleistungen
Anmerkung:

Rekorde wurden damals im Marathonlauf und Straßengehen wegen der unterschiedlichen Streckenbeschaffenheiten mit Ausnahme von Meisterschaftsrekorden nicht geführt.

### Bestehende Rekorde / Bestleistungen
| Weltbestzeit         | 1:19:30 h   | Jozef Pribilinec | Bergen, Norwegen          | 24. September 1983 |
| Europabestzeit       | 1:19:30 h   | Jozef Pribilinec | Bergen, Norwegen          | 24. September 1983 |
| Meisterschaftsrekord | 1:23:11,5 h | Roland Wieser    | EM Prag, Tschechoslowakei | 30. August 1978    |

### Rekordverbesserung
Europameister  Jozef Pribilinec verbesserte den bestehenden EM-Rekord am 27. August um gerundet 1:47 min auf 1:21:15 h. Zur Welt- und Europabestzeit fehlten ihm 1:45 min.

## Durchführung
Hier gab es keine Vorrunde, alle 22 Geher traten gemeinsam zum Finale an.

## Legende
Kurze Übersicht zur Bedeutung der Symbolik – so üblicherweise auch in sonstigen Veröffentlichungen verwendet:
| CR  | Championshiprekord |
| DSQ | disqualifiziert    |

## Ergebnis

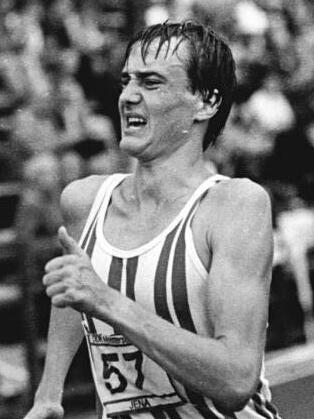
Ralf Kowalsky gehörte zu den sechs disqualifizierten Gehern

27. August 1986, 18:00 Uhr
| Platz | Name                  | Nation           | Zeit (h)   |
| ----- | --------------------- | ---------------- | ---------- |
| 1     | Jozef Pribilinec      | Tschechoslowakei | 1:21:15 CR |
| 2     | Maurizio Damilano     | Italien          | 1:21:17    |
| 3     | Miguel Prieto         | Spanien          | 1:21:36    |
| 4     | Wiktor Mostowik       | Sowjetunion      | 1:21:52    |
| 5     | Walter Arena          | Italien          | 1:22:42    |
| 6     | Pavol Blažek          | Tschechoslowakei | 1:23:26    |
| 7     | Alexei Perschin       | Sowjetunion      | 1:24:11    |
| 8     | Alexandr Bojarschinow | Sowjetunion      | 1:24:16    |
| 9     | Jan Staaf             | Schweden         | 1:24:25    |
| 10    | Martial Fesselier     | Frankreich       | 1:26:20    |
| 11    | Carlo Mattioli        | Italien          | 1:26:52    |
| 12    | Jan Klos              | Polen            | 1:27:53    |
| 13    | Stefan Johansson      | Schweden         | 1:28:03    |
| 14    | José Urbano           | Portugal         | 1:30:07    |
| 15    | Sándor Urbanik        | Ungarn           | 1:31:40    |
| 16    | Martin Toporek        | Österreich       | 1:36:14    |
| DSQ   | Ralf Kowalsky         | DDR              |            |
| DSQ   | Axel Noack            | DDR              |            |
| DSQ   | José Marín            | Spanien          |            |
| DSQ   | Roman Mrázek          | Tschechoslowakei |            |
| DSQ   | Wolfgang Wiedemann    | BR Deutschland   |            |
| DSQ   | Reima Salonen         | Finnland         |            |

## Videolink
- 156 European Track and Field 1986 20km Walk, www.youtube.com, abgerufen am 14. Dezember 2022